# Cunaxa
Cunaxa fou el nom d'una ciutat de Mesopotàmia, vora el riu Eufrates al nord de al nord de Babilònia. En aquest lloc de l'Imperi persa, es va lliurar l'anomenada batalla de Cunaxa entre les forces de Cir el jove i les del seu germà Artaxerxes II de Pèrsia. Cir fou derrotat i mort. Cunaxa estava propera a Babilònia però el seu lloc exacte es desconeix. A la batalla van participar els tretze mil mercenaris grecs dirigits per Xenofont que va escriure l'Anabasis sobre la seva retirada.